# Black Arrow – Krieg der Rosen
Black Arrow – Krieg der Rosen ist ein in Koproduktion zwischen den USA und Spanien entstandener und von Disney in Auftrag gegebener Fernsehfilm aus dem Jahre 1985. Er basiert auf dem Abenteuerroman „Der Schwarze Pfeil“ von Robert Louis Stevenson und spielt zur Zeit der Rosenkriege.

## Handlung
Britannien im 15. Jahrhundert: die Handlung spielt während der kriegerischen Auseinandersetzungen zwischen den Adelshäusern York und Lancaster, allerdings noch vor der Revolte des Earls of Warwick gegen Edward IV. Der skrupellose Ritter Sir Daniel herrscht mit seinen Gefolgsleuten Oates, Sykes, Appleyard und Scar über seine Ländereien – allerdings stets darum bemüht, Macht und Einflussbereich zu vergrößern und sein Mündel Richard zum Mann zu trainieren. Da die weiße Rose von York gerade an Macht gewinnt, haben sich Sir Daniel und seine Leute auf deren loyalen Seite geschlagen.
Zwei Jahre zuvor gelang dem Quintett ein hinterhältiger Coup, als sie einen britischen Adligen hintergingen. Dieser wurde dann später zu dem geheimnisvollen Gesetzlosen „Schwarzer Pfeil“ und ging nach Frankreich ins Exil. Zuvor gelang es ihm allerdings, seine Tochter Joanna in einem Kloster zu verstecken und so Daniels Einflussnahme zu entziehen.
Der „Schwarze Pfeil“ ist inzwischen zurückgekehrt und führt einen guerillaartigen Krieg gegen die vier einstigen Verschwörer, wobei er Sykes töten kann. Parallel gelingt es Richard anlässlich seines 25. Geburtstages erstmals, Scar, welcher ihn über die Jahre trainiert hat, im Zweikampf zu besiegen. Daraufhin wird er von Daniel zum „Sir“ ernannt und zum Kampf für das Haus York eingeschworen. Er schickt ihn zu Appleyards Unterstützung aus, welcher sich gerade um das Nutzvieh der Länderei-Pächter kümmert. Hierbei geraten die zwei in einen Hinterhalt des „Schwarzen Pfeils“, welcher auch Appleyard tötet. Richard leistet noch Gegenwehr, wird aber überwältigt und zu Sir Daniel zurückgeschickt.
Dieser plant derweil, den Earl of Warwick zu treffen und ein Bündnis mit diesem einzugehen.
Daneben hat der Ritter mittlerweile aber auch Joannas Aufenthaltsort ermittelt und diese, bevor der „Schwarze Pfeil“ eingreifen konnte, in sein Schloss verbracht. Hier will Sir Daniel sie heiraten, um so an die Besitztümer Joannas und den Pfeils zu gelangen.
Warwick sichert wenig später dem Ritter dessen Hilfe im Kampf gegen den „Schwarzen Pfeil“ zu, da der Earl im Gegenzug Sir Daniels Unterstützung im bevorstehenden Staatsstreich gegen König Edward benötigt. Parallel wird Lady Joanna auf die Hochzeit mit dem Ritter vorbereitet. Da sie aber eine glühende Verfechterin der roten Rose des Hauses Lancaster ist, kommt es zum Streit mit Richard, als beide einander begegnen und er die Rose an Joanna erblickt.
Während der Verhandlungen mit Warwick kommt Sir Daniel auch auf die Hochzeit mit Joanna zu sprechen – was diese aber mithört, worauf die Lady in Richards Gewändern aus dem Schloss flieht. Daniel schickt daraufhin Richard los, um sie wieder zurückzubringen – und gleichzeitig Scar mir ein paar Kriegern. Diese sollen Richard töten und den Mord dem „Schwarzen Pfeil“ in die Schuhe schieben, damit Sir Daniel noch leichter an dessen Ländereien gelangt.
Joannas Flucht ist nur von kurzer Dauer: zwar kann sie Richard mit einer List vom Pferd werfen, allerdings überwältigt dieser die Lady alsbald und reitet mit ihr zurück, wobei sich beide etwas annähern. In dem Moment schießt Scar Richard mit einem Pfeil nieder, verletzt diesen aber nur. Joanna reitet allein davon, wird von den Handlangern gestellt – und kann so verhindern, dass diese Richard finden.
Dieser wird inzwischen vom „Schwarzen Pfeil“ gefunden und medizinisch versorgt. An dem aufgegriffenen Scar will der Vogelfreie daraufhin ein Exempel statuieren, doch Richard geht dazwischen – und nachdem er Scar im Zweikampf getötet hat, wechselt er die Seiten und schließt sich dem Pfeil an.
Joanna wird nach York gebracht, wohin sich auch Sir Daniel und der Earl begeben haben und wo die Hochzeitszeremonie stattfinden soll. Hier scheint dann plötzlich Oates ein doppeltes Spiel zu betreiben und Sir Daniel sowie Warwick gegeneinander aufzuhetzen, um selbst in höhere Positionen zu gelangen. Ferner kann er auch den „Schwarzen Pfeil“ dingfest machen, welcher heimlich nach York gekommen ist und die Heirat verhindern will. Der ebenfalls mitgereiste Richard schafft es aber bis zum Earl, den er schließlich überzeugen kann und die Freilassung des Pfeils erwirkt. Gemeinsam verhindern beide die Heirat im letzten Moment. Sir Daniel, der den Verräter Oates mittels Dolch ermordet, liefert sich in die Enge getrieben einen Zweikampf mit Sir Richard – und wird dann vom „Schwarzen Pfeil“ mit einem solchen zur Strecke gebracht.
Richard und Joanna heiraten schließlich, während der „Schwarze Pfeil“ augenscheinlich wieder in früherem Amt und Würden weilt.

## Vergleich Buch – Film
Der Film ist, verglichen mit der umfangreichen historischen Buchvorlage, nur ein Exzerpt der dortigen Handlung, von welcher einige Versatzstücke teilweise stark variiert verwendet wurden:
- im Roman sind Sir Daniel und seine Männer Verfechter der roten Rose von Lancaster, im Film allerdings der weißen Rose von York.
- Richards Vergangenheit als Sohn des vorherigen Gutsbesitzers, welchen Sir Daniel einst ermordete und dessen Land und Kind übernahm, bleibt unerwähnt. Somit fehlt ein wesentlicher Teil von Richards Beweggründen, sich gegen Sir Daniel zu stellen. Lediglich in einer kurzen Szene verweist Sir Daniel auf Richards Vater als seinen Bruder – was eine weitere dramaturgische Variation darstellt.
- Joanna und der Schwarze Pfeil haben, anders als im Film, im Buch keine familiäre Bande. Hier ist sie das elternlose Mündel eines adligen Parteigängers von Haus York. Ferner will Sir Daniel sie nicht, wie im Film, selbst heiraten, sondern erst mit Richard und dann einem betagten Adligen verheiraten.
- Auf die Erwähnung der wahren Identität des Schwarzen Pfeils als Ellis Duckworth wird im Film verzichtet. Ferner ist dieser im Roman ein Waffenbruder und Freund Harry Sheltons, des von Sir Daniel ermordeten Vaters von Richard.
- Bennet Hatch, treuer Verbündeter Richards, kommt als Figur im Film nicht mehr vor. Gleiches gilt für den Part Richard III., von dem – anders als im Film – Richard seine Ritterwürde erhält und dies auch erst später innerhalb der Handlung.
- Gemäß Film ging der Schwarze Pfeil ins französische Exil, aus welchem er wiederkehrt. Im Buch ist es Sir Daniel selbst, der, nachdem er diverse Niederlagen hinnehmen muss, den Plan fasst, sich nach Frankreich abzusetzen. Darüber hinaus gibt es im Roman mehrere Stellen, in denen Sir Daniel sich verkleidet verschiedenen Zwangslagen entzieht. Im Film wird darauf nicht eingegangen.
- Die vollen Namen von Sir Daniel (Brackley), Richard (Shelton) und Joanna (Sedley) werden im Film nicht genannt.

## Trivia
- In Deutschland trug der Film auch die Alternativtitel „Im Zeichen des schwarzen Pfeils“ und „Im Wappen der Rose“.
- Für den Schnittverantwortlichen Geoffrey Foot war es die letzte Arbeit seiner langen Karriere.
- Als Koproduktion der USA mit Spanien wurde der Streifen nahezu ausschließlich auf der iberischen Halbinsel gedreht.
- Benedict Taylor (Sir Richard) und Ralph Brown (Yeardley) standen 14 Jahre später in Star Wars: Episode I – Die dunkle Bedrohung jeweils in Nebenrollen wieder in einem gemeinsamen Film vor der Kamera.
- Im gleichen Jahr wie „Black Arrow“ gab es noch eine weitere Verfilmung des Romans: eine russische Adaption von Sergei Tarasov.

## Kritik
„Farbenprächtige und aktionsreiche Inszenierung eines Ritterfilms mit Anleihen beim ‚Robin Hood‘-Mythos; nicht zuletzt durch die exquisite Schauspieler-Garde eine angenehme Unterhaltung.“